# Renphasma
Renphasma é um gênero extinto de bicho-folha que existiu no que atualmente é a China, durante o período Cretáceo. Foi nomeado por André Nel e Emmanuel Delfosse em 2011, e o tipo de espécie é Renphasma sinica. A denominação específica refere-se a Sinica, o nome em Latim para a China.